# Sant Cristòfol de la Vall (església)
Sant Cristòfol de la Vall és una església de Gavet de la Conca (Pallars Jussà) inclosa a l'Inventari del Patrimoni Arquitectònic de Catalunya.

## Descripció
Edifici aïllat a la plaça del poble. Església d'una sola nau amb volta és de creueria, de tres trams separats per arcs torals. La coberta és de teula a doble vessant. A la façana principal hi ha la porta principal d'arc de mig punt i adovellada, per sobre hi ha un rosetó i, coronant la façana, un campanar d'espadanya de dos ulls. Al mur nord s'observen espitlleres botzinades d'arc de mig punt.
L'interior està pintat de blanc i a l'absis i a les dues capelles laterals hi ha unes pintures del segle xix, amb la inscripció: ANY 1860. Es guarda una pica beneitera.

## Història
Sufragània de l'església de Llimiana.